# Nieuw-Zeelands curlingteam (mannen)
Het Nieuw-Zeelandse curlingteam vertegenwoordigt Nieuw-Zeeland in internationale curlingwedstrijden.

## Geschiedenis
Nieuw-Zeeland nam voor het eerst deel aan een groot toernooi tijdens het Pacifisch-Aziatisch kampioenschap van 1991 in het Japanse Sagamihara. De eerste interland ooit werd met grote cijfers verloren van gastland Japan: 17-2. Een dag later vernederde grote buur Australië Nieuw-Zeeland met 19-3, de grootste nederlaag in de Nieuw-Zeelandse geschiedenis. Aangezien er maar drie landen deelnamen aan het kampioenschap, ging Nieuw-Zeeland wel met brons naar huis. In totaal kon Nieuw-Zeeland het regionale kampioenschap wel vier keer winnen, de laatste keer in 2004. Het toernooi werd in 2021 opgedoekt. In 2022 trad Nieuw-Zeeland aan in het nieuwe pan-continentaal kampioenschap. Het land eindigde op de vijfde plaats, een plek die het land ook in 2023 behaalde. In 2027 werd Nieuw-Zeeland zevende.
Nieuw-Zeeland nam tot op heden zeven keer deel aan het wereldkampioenschap. De vijfde plaats in 2012 was tot nu toe het hoogst haalbare. In 2006 was het land ook aanwezig op de Olympische Winterspelen, maar daar eindigde het troosteloos laatste.

## Nieuw-Zeeland op de Olympische Spelen
| \| Jaar \| Plaats \| Skip \| WG \| W \| V \| PV \| PT \| \| ---- \| ------------- \| ------------- \| ------------- \| ------------- \| ------------- \| ------------- \| ------------- \| \| 1924 \| Geen deelname \| Geen deelname \| Geen deelname \| Geen deelname \| Geen deelname \| Geen deelname \| Geen deelname \| \| 1998 \| Geen deelname \| Geen deelname \| Geen deelname \| Geen deelname \| Geen deelname \| Geen deelname \| Geen deelname \| \| 2002 \| Geen deelname \| Geen deelname \| Geen deelname \| Geen deelname \| Geen deelname \| Geen deelname \| Geen deelname \| \| 2006 \| 10 \| Sean Becker \| 9 \| 0 \| 9 \| 37 \| 76 \| \| 2010 \| Geen deelname \| Geen deelname \| Geen deelname \| Geen deelname \| Geen deelname \| Geen deelname \| Geen deelname \| \| 2014 \| Geen deelname \| Geen deelname \| Geen deelname \| Geen deelname \| Geen deelname \| Geen deelname \| Geen deelname \| \| 2018 \| Geen deelname \| Geen deelname \| Geen deelname \| Geen deelname \| Geen deelname \| Geen deelname \| Geen deelname \| \| 2022 \| Geen deelname \| Geen deelname \| Geen deelname \| Geen deelname \| Geen deelname \| Geen deelname \| Geen deelname \| |               |               |               |               |               |               |               |
| Jaar | Plaats        | Skip          | WG            | W             | V             | PV            | PT            |
| 1924 | Geen deelname | Geen deelname | Geen deelname | Geen deelname | Geen deelname | Geen deelname | Geen deelname |
| 1998 | Geen deelname | Geen deelname | Geen deelname | Geen deelname | Geen deelname | Geen deelname | Geen deelname |
| 2002 | Geen deelname | Geen deelname | Geen deelname | Geen deelname | Geen deelname | Geen deelname | Geen deelname |
| 2006 | 10            | Sean Becker   | 9             | 0             | 9             | 37            | 76            |
| 2010 | Geen deelname | Geen deelname | Geen deelname | Geen deelname | Geen deelname | Geen deelname | Geen deelname |
| 2014 | Geen deelname | Geen deelname | Geen deelname | Geen deelname | Geen deelname | Geen deelname | Geen deelname |
| 2018 | Geen deelname | Geen deelname | Geen deelname | Geen deelname | Geen deelname | Geen deelname | Geen deelname |
| 2022 | Geen deelname | Geen deelname | Geen deelname | Geen deelname | Geen deelname | Geen deelname | Geen deelname |

## Nieuw-Zeeland op het wereldkampioenschap
| Jaar | Plaats        | Skip          | WG            | W             | V             | PV            | PT            |
| ---- | ------------- | ------------- | ------------- | ------------- | ------------- | ------------- | ------------- |
| 1959 | Geen deelname | Geen deelname | Geen deelname | Geen deelname | Geen deelname | Geen deelname | Geen deelname |
| 1960 | Geen deelname | Geen deelname | Geen deelname | Geen deelname | Geen deelname | Geen deelname | Geen deelname |
| 1961 | Geen deelname | Geen deelname | Geen deelname | Geen deelname | Geen deelname | Geen deelname | Geen deelname |
| 1962 | Geen deelname | Geen deelname | Geen deelname | Geen deelname | Geen deelname | Geen deelname | Geen deelname |
| 1963 | Geen deelname | Geen deelname | Geen deelname | Geen deelname | Geen deelname | Geen deelname | Geen deelname |
| 1964 | Geen deelname | Geen deelname | Geen deelname | Geen deelname | Geen deelname | Geen deelname | Geen deelname |
| 1965 | Geen deelname | Geen deelname | Geen deelname | Geen deelname | Geen deelname | Geen deelname | Geen deelname |
| 1966 | Geen deelname | Geen deelname | Geen deelname | Geen deelname | Geen deelname | Geen deelname | Geen deelname |
| 1967 | Geen deelname | Geen deelname | Geen deelname | Geen deelname | Geen deelname | Geen deelname | Geen deelname |
| 1968 | Geen deelname | Geen deelname | Geen deelname | Geen deelname | Geen deelname | Geen deelname | Geen deelname |
| 1969 | Geen deelname | Geen deelname | Geen deelname | Geen deelname | Geen deelname | Geen deelname | Geen deelname |
| 1970 | Geen deelname | Geen deelname | Geen deelname | Geen deelname | Geen deelname | Geen deelname | Geen deelname |
| 1971 | Geen deelname | Geen deelname | Geen deelname | Geen deelname | Geen deelname | Geen deelname | Geen deelname |
| 1972 | Geen deelname | Geen deelname | Geen deelname | Geen deelname | Geen deelname | Geen deelname | Geen deelname |
| 1973 | Geen deelname | Geen deelname | Geen deelname | Geen deelname | Geen deelname | Geen deelname | Geen deelname |
| 1974 | Geen deelname | Geen deelname | Geen deelname | Geen deelname | Geen deelname | Geen deelname | Geen deelname |
| 1975 | Geen deelname | Geen deelname | Geen deelname | Geen deelname | Geen deelname | Geen deelname | Geen deelname |
| 1976 | Geen deelname | Geen deelname | Geen deelname | Geen deelname | Geen deelname | Geen deelname | Geen deelname |
| 1977 | Geen deelname | Geen deelname | Geen deelname | Geen deelname | Geen deelname | Geen deelname | Geen deelname |
| 1978 | Geen deelname | Geen deelname | Geen deelname | Geen deelname | Geen deelname | Geen deelname | Geen deelname |
| 1979 | Geen deelname | Geen deelname | Geen deelname | Geen deelname | Geen deelname | Geen deelname | Geen deelname |
| 1980 | Geen deelname | Geen deelname | Geen deelname | Geen deelname | Geen deelname | Geen deelname | Geen deelname |
| 1981 | Geen deelname | Geen deelname | Geen deelname | Geen deelname | Geen deelname | Geen deelname | Geen deelname |
| 1982 | Geen deelname | Geen deelname | Geen deelname | Geen deelname | Geen deelname | Geen deelname | Geen deelname |
| 1983 | Geen deelname | Geen deelname | Geen deelname | Geen deelname | Geen deelname | Geen deelname | Geen deelname |
| 1984 | Geen deelname | Geen deelname | Geen deelname | Geen deelname | Geen deelname | Geen deelname | Geen deelname |
| 1985 | Geen deelname | Geen deelname | Geen deelname | Geen deelname | Geen deelname | Geen deelname | Geen deelname |
| 1986 | Geen deelname | Geen deelname | Geen deelname | Geen deelname | Geen deelname | Geen deelname | Geen deelname |
| 1987 | Geen deelname | Geen deelname | Geen deelname | Geen deelname | Geen deelname | Geen deelname | Geen deelname |
| 1988 | Geen deelname | Geen deelname | Geen deelname | Geen deelname | Geen deelname | Geen deelname | Geen deelname |
| 1989 | Geen deelname | Geen deelname | Geen deelname | Geen deelname | Geen deelname | Geen deelname | Geen deelname |
| 1990 | Geen deelname | Geen deelname | Geen deelname | Geen deelname | Geen deelname | Geen deelname | Geen deelname |
| 1991 | Geen deelname | Geen deelname | Geen deelname | Geen deelname | Geen deelname | Geen deelname | Geen deelname |

| Jaar | Plaats        | Skip          | WG            | W             | V             | PV            | PT            |
| ---- | ------------- | ------------- | ------------- | ------------- | ------------- | ------------- | ------------- |
| 1992 | Geen deelname | Geen deelname | Geen deelname | Geen deelname | Geen deelname | Geen deelname | Geen deelname |
| 1993 | Geen deelname | Geen deelname | Geen deelname | Geen deelname | Geen deelname | Geen deelname | Geen deelname |
| 1994 | Geen deelname | Geen deelname | Geen deelname | Geen deelname | Geen deelname | Geen deelname | Geen deelname |
| 1995 | Geen deelname | Geen deelname | Geen deelname | Geen deelname | Geen deelname | Geen deelname | Geen deelname |
| 1996 | Geen deelname | Geen deelname | Geen deelname | Geen deelname | Geen deelname | Geen deelname | Geen deelname |
| 1997 | Geen deelname | Geen deelname | Geen deelname | Geen deelname | Geen deelname | Geen deelname | Geen deelname |
| 1998 | Geen deelname | Geen deelname | Geen deelname | Geen deelname | Geen deelname | Geen deelname | Geen deelname |
| 1999 | 10            | Sean Becker   | 9             | 0             | 9             | 42            | 71            |
| 2000 | Geen deelname | Geen deelname | Geen deelname | Geen deelname | Geen deelname | Geen deelname | Geen deelname |
| 2001 | 9             | Dan Mustapic  | 9             | 2             | 7             | 39            | 62            |
| 2002 | Geen deelname | Geen deelname | Geen deelname | Geen deelname | Geen deelname | Geen deelname | Geen deelname |
| 2003 | Geen deelname | Geen deelname | Geen deelname | Geen deelname | Geen deelname | Geen deelname | Geen deelname |
| 2004 | 7             | Sean Becker   | 9             | 3             | 6             | 42            | 53            |
| 2005 | 8             | Sean Becker   | 11            | 5             | 6             | 62            | 76            |
| 2006 | Geen deelname | Geen deelname | Geen deelname | Geen deelname | Geen deelname | Geen deelname | Geen deelname |
| 2007 | Geen deelname | Geen deelname | Geen deelname | Geen deelname | Geen deelname | Geen deelname | Geen deelname |
| 2008 | Geen deelname | Geen deelname | Geen deelname | Geen deelname | Geen deelname | Geen deelname | Geen deelname |
| 2009 | Geen deelname | Geen deelname | Geen deelname | Geen deelname | Geen deelname | Geen deelname | Geen deelname |
| 2010 | Geen deelname | Geen deelname | Geen deelname | Geen deelname | Geen deelname | Geen deelname | Geen deelname |
| 2011 | Geen deelname | Geen deelname | Geen deelname | Geen deelname | Geen deelname | Geen deelname | Geen deelname |
| 2012 | 5             | Peter de Boer | 12            | 7             | 5             | 69            | 81            |
| 2013 | Geen deelname | Geen deelname | Geen deelname | Geen deelname | Geen deelname | Geen deelname | Geen deelname |
| 2014 | Geen deelname | Geen deelname | Geen deelname | Geen deelname | Geen deelname | Geen deelname | Geen deelname |
| 2015 | Geen deelname | Geen deelname | Geen deelname | Geen deelname | Geen deelname | Geen deelname | Geen deelname |
| 2016 | Geen deelname | Geen deelname | Geen deelname | Geen deelname | Geen deelname | Geen deelname | Geen deelname |
| 2017 | Geen deelname | Geen deelname | Geen deelname | Geen deelname | Geen deelname | Geen deelname | Geen deelname |
| 2018 | Geen deelname | Geen deelname | Geen deelname | Geen deelname | Geen deelname | Geen deelname | Geen deelname |
| 2019 | Geen deelname | Geen deelname | Geen deelname | Geen deelname | Geen deelname | Geen deelname | Geen deelname |
| 2021 | Geen deelname | Geen deelname | Geen deelname | Geen deelname | Geen deelname | Geen deelname | Geen deelname |
| 2022 | Geen deelname | Geen deelname | Geen deelname | Geen deelname | Geen deelname | Geen deelname | Geen deelname |
| 2023 | 13            | Anton Hood    | 12            | 1             | 11            | 44            | 99            |
| 2024 | 13            | Anton Hood    | 12            | 0             | 12            | 45            | 99            |
| 2025 | Geen deelname | Geen deelname | Geen deelname | Geen deelname | Geen deelname | Geen deelname | Geen deelname |

## Nieuw-Zeeland op het Pacifisch-Aziatisch kampioenschap
| Jaar | Plaats        | Skip          | WG            | W             | V             | PV            | PT            |
| ---- | ------------- | ------------- | ------------- | ------------- | ------------- | ------------- | ------------- |
| 1991 | 3             | Peter Becker  | 4             | 1             | 3             | 13            | 56            |
| 1992 | Geen deelname | Geen deelname | Geen deelname | Geen deelname | Geen deelname | Geen deelname | Geen deelname |
| 1993 | 3             | Peter Becker  | 5             | 1             | 4             | 38            | 47            |
| 1994 | 3             | Peter Becker  | 4             | 0             | 4             | 16            | 41            |
| 1995 | 3             | Peter Becker  | 4             | 0             | 4             | 8             | 40            |
| 1996 | 3             | Peter Becker  | 7             | 2             | 5             | 51            | 57            |
| 1997 | 3             | Peter Becker  | 6             | 2             | 4             | 33            | 46            |
| 1998 | 1             | Peter Becker  | 7             | 6             | 1             | 54            | 36            |
| 1999 | 3             | Peter Becker  | 7             | 3             | 4             | 44            | 29            |
| 2000 | 1             | Dan Mustapic  | 8             | 6             | 2             | 52            | 36            |
| 2001 | 2             | Peter Becker  | 9             | 6             | 3             | 73            | 46            |
| 2002 | 4             | Peter Becker  | 12            | 6             | 6             | 84            | 72            |
| 2003 | 1             | Peter Becker  | 8             | 6             | 2             | 50            | 42            |
| 2004 | 1             | Peter Becker  | 9             | 7             | 2             | 58            | 44            |
| 2005 | 3             | Peter Becker  | 9             | 6             | 3             | 58            | 49            |

| Jaar | Plaats        | Skip          | WG            | W             | V             | PV            | PT            |
| ---- | ------------- | ------------- | ------------- | ------------- | ------------- | ------------- | ------------- |
| 2006 | 5             | Dan Mustapic  | 7             | 3             | 4             | 45            | 46            |
| 2007 | 3             | Peter Becker  | 8             | 5             | 3             | 58            | 46            |
| 2008 | 3             | Peter Becker  | 13            | 8             | 5             | 85            | 75            |
| 2009 | 5             | Dan Mustapic  | 10            | 3             | 7             | 46            | 65            |
| 2010 | 4             | Peter Becker  | 13            | 5             | 8             | 85            | 92            |
| 2011 | 2             | Peter de Boer | 13            | 7             | 6             | 72            | 67            |
| 2012 | 6             | Peter de Boer | 6             | 1             | 5             | 27            | 39            |
| 2013 | 4             | Peter de Boer | 12            | 7             | 5             | 88            | 78            |
| 2014 | 5             | Kenny Thomson | 7             | 2             | 5             | 34            | 50            |
| 2015 | 4             | Peter de Boer | 10            | 4             | 6             | 72            | 53            |
| 2016 | 5             | Peter de Boer | 8             | 4             | 4             | 59            | 40            |
| 2017 | 5             | Sean Becker   | 8             | 4             | 4             | 52            | 45            |
| 2018 | 4             | Scott Becker  | 10            | 5             | 5             | 66            | 71            |
| 2019 | 4             | Scott Becker  | 11            | 6             | 5             | 98            | 67            |
| 2021 | Geen deelname | Geen deelname | Geen deelname | Geen deelname | Geen deelname | Geen deelname | Geen deelname |

## Nieuw-Zeeland op het pan-continentaal kampioenschap
| \| Jaar \| Plaats \| Skip \| WG \| W \| V \| PV \| PT \| \| ---- \| ------ \| ---------- \| -- \| - \| - \| -- \| -- \| \| 2022 \| 5 \| Anton Hood \| 7 \| 3 \| 4 \| 40 \| 46 \| \| 2023 \| 5 \| Anton Hood \| 7 \| 4 \| 3 \| 45 \| 36 \| \| 2024 \| 7 \| Anton Hood \| 7 \| 2 \| 5 \| 41 \| 48 \| |        |            |    |   |   |    |    |
| Jaar | Plaats | Skip       | WG | W | V | PV | PT |
| 2022 | 5      | Anton Hood | 7  | 3 | 4 | 40 | 46 |
| 2023 | 5      | Anton Hood | 7  | 4 | 3 | 45 | 36 |
| 2024 | 7      | Anton Hood | 7  | 2 | 5 | 41 | 48 |

Andorra · Australië · België · Bosnië en Herzegovina · Brazilië · Bulgarije · Canada · China · Chinees Taipei · Denemarken · Duitsland · Engeland · Estland · Filipijnen · Finland · Frankrijk · Georgië · Griekenland · Groot-Brittannië · Guyana · Hongarije · Hongkong · Ierland · IJsland · India · Israël · Italië · Jamaica · Japan · Kazachstan · Kenia · Kirgizië · Kroatië · Letland · Liechtenstein · Litouwen · Luxemburg · Mexico · Nederland · Nieuw-Zeeland · Nigeria · Noorwegen · Oekraïne · Oostenrijk · Polen · Portugal · Puerto Rico · Qatar · Roemenië · Rusland · Saoedi-Arabië · Schotland · Servië · Slovenië · Slowakije · Spanje · Thailand · Tsjechië · Tsjecho-Slowakije · Turkije · Verenigde Staten · Wales · Wit-Rusland · Zuid-Korea · Zweden · Zwitserland